# Чесн-Каув
Чесн-Каув (англ. Chance Cove) — містечко в Канаді, у провінції Ньюфаундленд і Лабрадор.

## Населення
За даними перепису 2016 року, містечко нараховувало 256 осіб, показавши скорочення на 9,2 %, порівняно з 2011 роком. Середня густина населення становила 14,1 осіб/км².
З офіційних мов обома одночасно володіли 10 жителів, тільки англійською — 250.
Працездатне населення становило 52 % усього населення, рівень безробіття — 15,4 % (26,7 % серед чоловіків та 0 % серед жінок). 92,3 % осіб були найманими працівниками, а 0 % — самозайнятими.

## Клімат
Середня річна температура становить 5 °C, середня максимальна — 19,2 °C, а середня мінімальна — −9,7 °C. Середня річна кількість опадів — 1372 мм.
| Клімат поселення                              | Клімат поселення | Клімат поселення | Клімат поселення | Клімат поселення | Клімат поселення | Клімат поселення | Клімат поселення | Клімат поселення | Клімат поселення | Клімат поселення | Клімат поселення | Клімат поселення | Клімат поселення |
| Показник                                      | Січ.             | Лют.             | Бер.             | Квіт.            | Трав.            | Черв.            | Лип.             | Серп.            | Вер.             | Жовт.            | Лист.            | Груд.            |                  |
| Середній максимум, °C                         | 0,09             | −0,54            | 2,33             | 6,71             | 10,86            | 15,03            | 18,13            | 19,16            | 15,54            | 10,84            | 6,34             | 1,64             |                  |
| Середня температура, °C                       | −4,5             | −5,13            | −2,26            | 2,14             | 6,31             | 10,46            | 15,01            | 16,06            | 12,43            | 7,73             | 3,21             | −1,49            |                  |
| Середній мінімум, °C                          | −9,07            | −9,67            | −6,83            | −2,41            | 1,73             | 5,90             | 11,90            | 12,93            | 9,31             | 4,61             | 0,09             | −4,59            |                  |
| Норма опадів, мм                              | 129              | 117              | 107              | 104              | 93               | 119              | 99               | 98               | 125              | 134              | 130              | 117              |                  |
| Середньомісячна швидкість вітру, м/с          | 7.60             | 7.09             | 6.70             | 6.10             | 5.46             | 5.20             | 5.00             | 5.10             | 5.60             | 6.30             | 6.90             | 7.41             |                  |
| Середньомісячна сонячна радіація, кДж/м²·день | 4016             | 6819             | 10799            | 14138            | 17224            | 19102            | 18943            | 16026            | 12049            | 7231             | 4160             | 3098             |                  |
| --------------------------------------------- | ---------------- | ---------------- | ---------------- | ---------------- | ---------------- | ---------------- | ---------------- | ---------------- | ---------------- | ---------------- | ---------------- | ---------------- | ---------------- |
| Джерело:                                      |                  |                  |                  |                  |                  |                  |                  |                  |                  |                  |                  |                  |                  |